# Português cabo-verdiano
Português cabo-verdiano é o nome que é dado à variedade de português falada em Cabo Verde.

## Estatuto e estado
Enquanto que o crioulo é a língua materna de quase toda a população, o português é a língua oficial. O crioulo é, portanto, usado coloquialmente, no dia a dia, enquanto que o português é usado em situações oficiais, no ensino, nos meios de comunicação social, etc. O português e o crioulo vivem uma situação de diglossia.
Obviamente, o português falado em Cabo Verde não é uniforme. Existe um continuum que revela vários aspectos: o maior ou menor grau académico, a maior ou menor exposição à língua portuguesa, a maior ou menor frequência do uso da língua portuguesa, etc.
Até 2013, quando fundou-se a Academia Caboverdiana de Letras, não existia instituição ou algum organismo que regia o uso da língua portuguesa em Cabo Verde. Assim, até 2013, existiam conceitos empíricos acerca do que era «correcto» ou «incorrecto» sobre o modo de falar, conceitos esses que resultaram de:
1. modelos consensuais entre a maioria da classe culta e/ou que tem maior exposição ao português;
2. modelos consensuais entre académicos, professores da língua, etc.;
3. a partir do momento em que certos fenómenos linguísticos ocorrem de um modo sistemático e regular, esses fenómenos já não podem ser considerados como desvios à norma ou idiolectos, mas sim, a expressão genuína de uma variedade específica de uma comunidade;

Outro fenómeno é que se por um lado o português em Cabo Verde desenvolveu uma certa especificidade, por outro lado, durante os vários anos de colonização, os modelos paradigmáticos eram do português europeu, e até hoje as obras de referência (gramáticas, dicionários, manuais escolares, etc.) são originárias de Portugal. Nisto, há dois movimentos de sentido oposto que ocorrem em simultâneo: de um lado o português falado em Cabo Verde caminha para um desenvolvimento de características próprias, e; por outro lado as normas europeias do português continuam a fazer uma pressão que trava um desenvolvimento mais rápido de uma variante tipicamente cabo-verdiana.

## Características

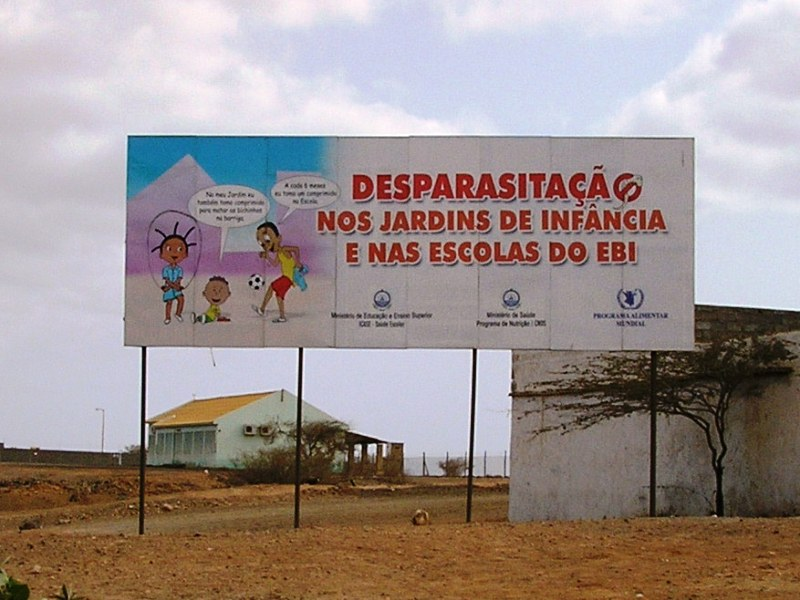
Um cartaz governamental alertando sobre a desparasitação nas escolas, na Ilha do Sal.

Apesar de serem mínimas, existem características que são suficientes para diferenciar o português cabo-verdiano do português europeu. Devido às dimensões do território, não se pode dizer que haja divisões dialectais no português falado em Cabo Verde[carece de fontes?], constituindo o português cabo-verdiano, no seu todo, uma das variedades do português no seio do universo da lusofonia. Contudo é ainda uma modalidade do português que necessita de mais estudos descritivos que forneçam um panorama mais completo de suas singularidades. Diferentemente doutras variedades do português (como o português de Angola, por exemplo), em que há comprovada influência do português brasileiro (especialmente no léxico), não se sabe ao certo qual seria a influência do português do Brasil na modalidade do português falada em Cabo Verde.

### Fonética
Na fonética, a variante de Cabo Verde é bastante próxima da de Portugal. Apresentam-se em seguida as diferenças mais evidentes.
1. Consoantes
  1. O som «l»
No português cabo-verdiano o som «l» é dental [l̪], ou seja, é pronunciado com a ponta da língua a tocar os dentes incisivos superiores, ficando a língua na posição horizontal. É similar ao som «l» do castelhano, do francês ou do alemão.
O som «l» no português europeu é alveolar [l͇], ou seja, é pronunciado com a ponta da língua a encostar os alvéolos, bem atrás dos dentes incisivos superiores, ficando a língua curvada, com uma concavidade virada para cima. É similar ao som «l» do inglês ou do catalão.
O facto de esse «l» ser pronunciado com a língua curvada faz com que a parte posterior da língua se aproxime do véu palatino, e por isso, alguns autores consideram que o «l» português se trata de um «l» velarizado [ɫ] (não confundir com «l» velar [ʟ]).
  2. O som «rr»
O som «rr» têm a mesma variabilidade que no português europeu. Ou é pronunciado «com a ponta da língua» (mais frequente nas ilhas do Sul), ou é pronunciado «no fundo da garganta» (mais frequente nas ilhas do Norte). Com «a ponta da língua» pretende-se dizer uma consoante vibrante, alveolar, múltipla [r]. Com «no fundo da garganta», dependendo do falante, tanto pode ser uma consoante vibrante, uvular [ʀ], pode ser uma consoante fricativa, uvular, sonora [ʁ], ou pode ser uma consoante fricativa, velar, sonora [ɣ].
  3. As consoantes «b», «d» e «g» intervocálicas
Algumas obras clamam que as consoantes «b», «d» e «g» no português europeu, quando intervocálicas, são pronunciadas como fricativas [β], [ð], [ɣ]. Em C. Verde são sempre pronunciadas como oclusivas [b], [d], [ɡ].
2. Vogais e ditongos
  1. «A» átono
No português europeu, há certos casos em que o «a» átono é pronunciado aberto [a]:
- quando resulta etimologicamente da contracção de dois «aa» («sadio», «Tavares», «caveira», etc.);
- quando existe um encontro entre um «a» em fim de palavra e um «a» em início de palavra («minha amiga», «casa amarela», «uma antena», etc.);
- quando o «a» é seguido de «l» + consoante («alguém», «faltou», etc.);
- outros casos mais difíceis de explicar («camião», «racismo», etc.)
No português cabo-verdiano existe a tendência para fechar esses «aa»:
- «vadio», «caveira», pronunciados com «a» fechado [ɐ];
- «minha amiga», «uma antena» sempre com «a» fechado [ɐ];
- «alguém», «faltou», pronunciados com «a» fechado [ɐ];
Note-se no entanto, que no registo culto, certos «aa» são pronunciados abertos [a]: «baptismo», «fracção», «actor», etc.
  2. «O» inicial átono
Em Cabo Verde, o «o» inicial átono é pronunciado sempre fechado [o].
  3. «E» inicial átono
Em Portugal o «e» escrito inicial átono é pronunciado como «i» [i]. Em Cabo Verde, dependendo das palavras (e dos falantes) ora é pronunciado como «e» fechado [e], ora como «i» [i]. Provavelmente, a tendência natural será de pronunciar como «e» fechado [e] (paralelamente ao «o» inicial), sendo a pronúncia como «i» [i] resultante da pressão do português europeu. Muitos falantes em Cabo Verde distinguem claramente na pronúncia certos pares de palavras: «eminência \ iminência», «emita \ imita», «emigrante \ imigrante», «elegível \ ilegível», «emergir \ imergir», etc.
  4. «E» átono antes do grupo «s» + consoante, em início de palavra
Em Portugal, o «e» átono antes do grupo «s» + consoante, em início de palavra, é pronunciado como «e mudo» [ɨ]. Em Cabo Verde, esse «e» não é pronunciado de todo, começando a palavra por uma fricativa palatal surda «ch» [ʃ] («estado», «espátula», «esquadro»), ou por uma fricativa palatal sonora «j» [ʒ] («esbelto», «esganar»).
  5. O som «e mudo»
Muitos falantes cabo-verdianos têm dificuldade em pronunciar o som «e mudo» [ɨ] (revelar, medir, debate), sendo no entanto essa dificuldade colmatada em dois resultados diferentes:
    1. os falantes das ilhas do Sul pronunciam frequentemente como «i» [i];
    2. os falantes das ilhas do Norte pura e simplesmente não o pronunciam (ver ponto 7, mais adiante);
Em todo o caso, nunca se verifica a pronúncia paragógica de um «e mudo» depois das consoantes finais «l» e «r», como em Portugal. Em Cabo Verde nunca se pronuncia «normale», «barrile», «cantare», «bebere».

  6. «I» e «u» átonos
Em Cabo Verde não se verifica a dissimilação existente em Portugal de dois sons «i» ou de dois sons «u». As palavras «medicina», «vizinho» são efectivamente pronunciadas «me-di-ssi-», «vi-zi-», e não «me-de-ssi-», «ve-zi-» como em Portugal. As palavras «futuro», «Sofia», são efectivamente pronunciadas «futu», «su-fi-», e não «fe-tu-», «se-fi-» como em Portugal.
  7. «I» e «u» átonos outra vez
Os falantes das ilhas do Norte praticam frequentemente a queda das vogais orais fechadas (escritas «e», «i», «o», «u») quando estas são átonas.
Tanto este ponto como o mencionado no ponto 5 são considerados erros de pronúncia.
  8. Ditongos «ei» e «ou»
No português europeu padrão o ditongo escrito «ei» é pronunciado «âi» [ɐj], enquanto que o ditongo escrito «ou» é pronunciado «ô» [o]. Em Cabo Verde esses ditongos são pronunciados como a escrita faz prever: o ditongo escrito «ei» é pronunciado «êi» [ej] e o ditongo escrito «ou» é pronunciado «ôu» [ow].
Do mesmo modo, o ditongo nasal escrito «em» é pronunciado «ẽi» [ẽj], e não «ãi» [ɐ̃j] como no português europeu padrão.
  9. «E» tónico antes de palatais
Paralelamente ao ponto anterior, o «e» tónico antes de sons palatais («lh» [ʎ], «nh» [ɲ], «ch» [ʃ], «j» [ʒ]) é pronunciado com «e» fechado [e].
  10. Ditongo «ui»
O ditongo «ui» na palavra «muito» não é pronunciado nasal ([uj] e não [ũj]).

### Morfologia e sintaxe
Na morfologia não se notam grandes diferenças em relação ao português europeu, notando-se no entanto a preferência pelo uso de certas formas. A sintaxe deixa transparecer algumas estruturas do crioulo que são transpostas para o português.
1. O tratamento da 2.ª pessoa em Cabo Verde é muito mais simples. Em Portugal existem diferenças de tratamento que são expressas pelo uso de «tu», «você», «o senhor», «Sr. Dr.» (ou qualquer outro título profissional), tratar a pessoa pelo nome próprio mas usar a 3.ª pessoa (p. ex.: «O Manuel fazia-me isso, p. f.?»), etc., que correspondem a vários níveis de intimidade, níveis de respeito, níveis hierárquicos, etc.
Em Cabo Verde existem só dois níveis de tratamento da 2.ª pessoa: «tu» (tratamento de intimidade, familiar ou coetâneo) e «você» (tratamento de respeito) que pode ser usado indistintamente de «o senhor» ou «a senhora».
2. Em crioulo não existe uma forma específica para o futuro. O futuro em crioulo é ocasionalmente expresso com o verbo auxiliar «ir». Possivelmente essa característica reflete-se no fato de os cabo-verdianos preferirem usar o futuro composto em português: «eu vou fazer» (em vez de o futuro simples «eu farei»).
Paralelamente, o mesmo acontece com o condicional (futuro do pretérito na nomenclatura gramatical brasileira). Os cabo-verdianos preferem usar a forma composta em português: «se chovesse eu não ia sair» (em vez de «se chovesse eu não sairia»). Contudo, faltam ainda estudos para a comprovação dessas hipóteses, uma vez que, em outros países de língua portuguesa (Brasil e Portugal, por exemplo), as formas analíticas de futuro são também muito comuns.
3. É frequente o uso da interrogativa na negativa, sobretudo quando se oferece qualquer coisa: «Não queres uma xícara de café?»; «Não precisas da minha ajuda?».
4. Em crioulo não existem artigos definidos. De modo que, às vezes, o artigo é pouco usado ao falar português. Ex.: «Pedro foi» (em vez de «O Pedro foi»).
5. A primeira pessoa do plural do pretérito perfeito dos verbos da primeira conjugação não é pronunciada com «a» aberto (mesmo se a ortografia implica tal!). «Cantámos», «louvámos», «brincámos» pronunciados com «a» fechado [ɐ].
6. Por não existir, em crioulo, flexão verbal a nível de pessoa é que o uso dos pronomes pessoais é obrigatório. Deve ser por isso que no português falado em Cabo Verde a omissão do pronome pessoal é pouco frequente. Ex.: «Eu desço as escadas» mais frequentemente que «Desço as escadas»).
7. Também por a flexão ser fraca é que em crioulo a ordem das palavras é mais rígida. O crioulo não permite a flexibilidade, as inversões e a troca de ordem das palavras que o português permite.
Na fala do dia-a-dia não é natural a um falante cabo-verdiano, ao falar português, usar inversões ou troca de ordem das palavras. Por ex., o que em Portugal poderia ser enunciado «espero eu que um dia lá chegues», a um falante cabo-verdiano sairia mais natural ser enunciado «eu espero que tu chegues lá um dia».
No entanto, isso não impede de modo algum que a nível literário seja usada a flexibilidade atrás mencionada.
8. Não se nota em Cabo Verde certos erros frequentes em Portugal, como por exemplo «póssamos», «tu fizestes», «tu hades fazer», «dei-te a ti», etc.

### Léxico e semântica
No léxico e na semântica notam-se fortes influências do crioulo. Só que a fronteira entre um substrato de crioulo no português de Cabo Verde e um superstrato de crioulo no português cabo-verdiano não está bem definida. Já que a quase totalidade dos vocábulos dos crioulo vêm do português, o uso de certas formas não é claro se são arcaísmos do português que se mantiveram no português falado em Cabo Verde, ou se são vocábulos do crioulo que foram (re)introduzidos no português. Embora haja carência de estudos para referendar a posição de que certos usos são arcaísmos, essa hipótese parece bastante produtiva uma vez que há vocábulos usados tanto em Cabo Verde como no Brasil, por exemplo, o que pode servir de comprovação a esse ponto de vista. Uma outra visão, no entanto, é a de que o léxico comum a Cabo Verde e ao Brasil, mas não comum a Portugal, seria reflexo da influência do português brasileiro.
Noutros casos, mesmo a falar português, é mais frequente utilizar a palavra em crioulo do que a correspondente palavra em português.
1. Certos vocábulos são específicos e revelam claramente certas particularidades da fauna, da flora, da etnografia, da culinária, do clima, etc. Ex.:
  1. tchota (pardal);
  2. passarinha (martim-pescador — ave da família dos Halcyonidae);
  3. serra (subst. masc.) (cavala-da-India — peixe da família dos scombridæ; não confundir com peixe-serra nem com espadarte);
  4. mancarra (amendoim);
  5. malagueta (piripíri, tanto o fruto como o molho picante - malagueta é com o mesmo sentido usado no Brasil);
  6. azedinha (groselha);
  7. tambarina (tamarindo);
  8. babosa (aloe vera - babosa é também usado no Brasil)
  9. calabaceira (árvore mais conhecida como embondeiro ou baobá — Adansonia digitata; nome igualmente dado ao fruto dessa árvore)
  10. violão (guitarra, o mesmo que «violão» no Brasil, chamado vulgarmente de «viola» em Portugal);
  11. gaita (acordeão);
  12. carambola (berlinde);
  13. bandeja (utensílio plano para transportar comida, mais conhecido em Portugal como «tabuleiro», embora no Brasil o mais comum seja "bandeja" também);
  14. fatia parida (rabanada);
  15. beijo (iguaria doce, feita com clara de ovos, conhecida em Portugal como «suspiro»);
  16. mel (subentendido como mel de cana sacarina; a outra variedade de mel é designada de «mel de abelha»);
  17. geada (orvalho);
2. Outros objectos, ideias ou expressões são expressas de maneira diferente. Ex.:
  1. atende-se o telefone dizendo «alô» como no Brasil, e não «estou» ou «está» como em Portugal;
  2. o que em Portugal se chama indiscriminadamente de «mala», em Cabo Verde toma várias designações consoante os casos: «mala», «pasta», «carteira», «saco de senhora», «arca», etc.;
  3. em contrapartida, o que em Portugal e no Brasil pode ser chamado de «sobretudo», «casaco», «blusão», «blazer», etc., em Cabo Verde é simplesmente denominado de «casaco»;
  4. diz-se «máquina de calcular» (e não «calculadora»), «máquina de fotocópias» (e não «fotocopiadora»); diz-se «cartucho de tinta» (como no Brasil e não «tinteiro»);
  5. devido ao clima, a água para beber nunca é servida à temperatura ambiente, ela é servida ou «fresca» ou «gelada»; a expressão «água natural» não é conhecida em Cabo Verde;
  6. a palavra «autocarro» é usada indiscriminadamente para o que em Portugal se diferencia como «autocarro» e «camioneta»;
  7. os agrupamentos musicais são geralmente conhecidos como «grupos» ou «conjuntos», e não «bandas» como em Portugal; o termo «banda» é limitado às bandas filarmónicas; mais curioso ainda é o emprego no plural do nome das respectivas bandas em Portugal (os «Madre Deus», os «Trovante», os «Mesa», etc.); em Cabo Verde o nome dos conjuntos não costuma vir com artigo («Bulimundo», «Cabo Verde Show», «Finaçom», «Voz de Cabo Verde», etc. — notável excepção: «Os Tubarões»), e quando estão integrados numa frase a concordância do verbo também é feita no singular («Bulimundo» actuou…, «Voz de Cabo Verde» lançou um disco…, «Livity» regressa…, etc.);
3. Devido ao facto de os países vizinhos mais próximos de Cabo Verde serem sobretudo francófonos, nos meios diplomáticos, ou nos meios mais em contacto com estrangeiros surgem neologismos, vivamente repudiados por académicos e puristas em Cabo Verde. Por ex.: «engajar» (do francês «engager»), «atitude revanchista» (do francês «revanche»), «adereço» com o significado de «endereço» (será do francês «adresse» ou do inglês «address»?). O facto de em crioulo se pronunciar «tchanci», leva a crer que o uso da palavra «chance» se trata de um anglicismo (inglês «chance») e não um galicismo (francês «chance»).
4. Embora algumas palavras sejam usadas exactamente com o mesmo significado que em Portugal, também são usadas com o significado do crioulo. Ex.:
  1. malcriado (rebelde, insubmisso);
  2. afronta (desespero);
  3. pudera! (exclamação significando «evidentemente!»)
  4. rocha (montanha);
  5. inocente (ingénuo);
5. Alguns significados conferidos em Portugal são pura e simplesmente desconhecidos em Cabo Verde. Ex.:
  1. «abalar» só é conhecido com o significado de «sacudir», e não com o significado de «partir»;
  2. «ilhéu» só é conhecido com o significado de «ilha pequena», e não com o significado de «habitante de uma ilha»;
  3. «ténis» é usado apenas para designar o desporto; a peça de calçado é designada de «sapatilha»;

### Ortografia
Cabo Verde participou nos trabalhos de elaboração do Acordo Ortográfico de 1990 — com uma delegação constituída pelo linguista Manuel Veiga e pelo escritor Gabriel Moacyr Rodrigues — e ratificou o documento. Em 1998 foi o anfitrião da II Cimeira da CPLP, realizada na Praia, onde foi assinado o primeiro "Protocolo Modificativo ao Acordo Ortográfico da Língua Portuguesa" que retirou do texto original a data para a sua entrada em vigor (1994). Cabo Verde ratificou este documento, bem como o "Segundo Protocolo Modificativo" (em abril de 2005), sendo o segundo país (após o Brasil) a concluir toda a tramitação para a entrada em vigor do Acordo Ortográfico.
Segundo o primeiro-ministro José Maria Neves, Cabo Verde é a favor de uma "aproximação ortográfica" entre as variantes existentes em Portugal e no Brasil e encara a língua portuguesa como "um instrumento importante para o desenvolvimento de Cabo Verde". Apesar do Acordo Ortográfico de 1990 já ter começado a ser utilizado em alguns órgãos de comunicação social cabo-verdianos, no país continua a prevalecer o uso das normas do Acordo Ortográfico de 1945.